# Achadinha
Achadinha ist eine portugiesische Gemeinde (Freguesia) im Kreis (Município) Nordeste auf der Azoreninsel São Miguel. In ihr leben 463 Einwohner (Stand 19. April 2021).

## Geschichte und Sehenswürdigkeiten
Die Besiedlung der Insel São Miguel fand ab 1436 durch portugiesische Siedler statt. Der Ort Achadinha wurde im Verlauf der weiteren Entwicklung der Insel gegründet. 1526 errichteten seine Bewohner eine erste Kirche. Nach mehreren Umbauten, zuletzt 1782, wurde das Gotteshaus 1984 zuletzt umfassend restauriert.
Durch den Park Parque dos Caldeirões fließt der namensgebende Fluss Ribeira dos Caldeirões. Im Park sind einige restaurierte Wassermühlen zu sehen, überwiegend aus dem 16. Jahrhundert. Gastronomie, ein Besucherzentrum mit Dauerausstellung zu den Mühlen, und ein Shop sind dort untergebracht. In einer der Mühlen verrichtet täglich ein Müller sein traditionelles Tagwerk.
Das 2006 eröffnete Museum Núcleo Museológico da Achada beschäftigt sich mit der Geschichte der Gemeinde.

## Wirtschaft
Die Gemeinde ist landwirtschaftlich geprägt. Kartoffeln und Mais sind die wichtigsten Anbauprodukte, dazu ist Viehzucht von Bedeutung. Der Mais dient insbesondere als Futtermittel für die Rinderzucht.
Die Gemeinde ist traditionell von starker Auswanderung gekennzeichnet.

## Söhne und Töchter der Gemeinde
- João de Melo (* 1949), Schriftsteller